# Roger Garrison
Roger Wayne Garrison (* 1944 in Joplin, MO) ist ein US-amerikanischer Wirtschaftswissenschaftler und Hochschullehrer. Er wird gemeinhin der Österreichischen Schule zugeordnet, seine Arbeitsschwerpunkte liegen in der Makroökonomie und Geldtheorie.

## Werdegang, Forschung und Lehre
Garrison studierte zunächst Financial Engineering an der Missouri University of Science and Technology, die er nach erfolgreichem Bachelor-of-Science-Anschluss 1967 und anschließendem Militärdienst sowie kurzzeitiger Tätigkeit als Wissenschaftler an der Federal Reserve Bank of Kansas in Richtung University of Missouri–Kansas City verließ. Dort graduierte er 1974 als Master of Arts in Wirtschaftswissenschaft. 1981 schloss er sein Ph.D.-Studium in Wirtschaftswissenschaft an der University of Virginia ab. Bereits ab 1978 gehörte Garrison als Instructor dem Lehrpersonal der Auburn University an. 1981 stieg er zum Assistant Professor auf, ab 1988 war er Associate Professor. 1996 wurde er an der Hochschule zum ordentlichen Professor berufen, als Wissenschaftler arbeitet er zudem am an der Universität angesiedelten Ludwig-von-Mises-Institut. Er visitierte unter anderem an der London School of Economics und der New York University.
Garrison konzentriert sich in seiner Forschung auf die Verbindung zwischen Mikro- und Makroökonomie. Dabei fokussiert er sich auf Fragestellungen rund um eine Verbindung zwischen kurzfristigen und langfristigen wirtschaftlichen Prozessen, da dies in modernen makroökonomischen Theorien nur unzureichend berücksichtigt sei. Aufbauend auf der von Ludwig von Mises und Friedrich August von Hayek entwickelten österreichischen Kapitaltheorie hat er ein Modell der intertemporalen Struktur des Kapitals entwickelt, das diese Lücke in der neoklassischen Theorie zu schließen versucht.
Garrison ist Mitglied der Mont Pèlerin Society und der Society for the Development of Austrian Economics. Er gehört zur Redaktion der Periodika The Independent Review und The Review of Austrian Economics sowie zum beratenden Beirat des The Quarterly Journal of Austrian Economics.